# Marathon de Berlin 2013
Navigation
Édition précédente Édition suivante
Le Marathon de Berlin de 2013 est la 40e édition du Marathon de Berlin, en Allemagne, qui a eu lieu le dimanche 29 septembre 2013. C'est le quatrième des World Marathon Majors à avoir lieu en 2013. Le Kényan Wilson Kipsang Kiprotich remporte la course masculine et établit un nouveau record du monde avec un temps de 2 h 3 min 23 s,. Sa compatriote Florence Kiplagat s'impose chez les femmes en 2 h 21 min 13 s.

## Résultats

### Hommes
| Rang | Athlète                  | Nationalité | Temps                |
| ---- | ------------------------ | ----------- | -------------------- |
|      | Wilson Kipsang Kiprotich | Kenya       | 2 h 03 min 23 s (WR) |
|      | Eliud Kipchoge           | Kenya       | 2 h 04 min 05 s      |
|      | Geoffrey Kipsang         | Kenya       | 2 h 06 min 26 s      |
| 4    | Stephen Kwelio Chemlany  | Kenya       | 2 h 07 min 44 s      |
| 5    | Maswai Kiptanui          | Kenya       | 2 h 08 min 52 s      |
| 6    | Marilson dos Santos      | Brésil      | 2 h 09 min 24 s      |
| 7    | Suehiro Ishikawa         | Japon       | 2 h 10 min 24 s      |
| 8    | Koji Kobayashi           | Kenya       | 2 h 11 min 31 s      |
| 9    | Rui Silva                | Portugal    | 2 h 12 min 16 s      |
| 10   | Sisay Jisa               | Éthiopie    | 2 h 12 min 17 s      |

### Femmes
| Rang | Athlète                 | Nationalité | Temps           |
| ---- | ----------------------- | ----------- | --------------- |
|      | Florence Kiplagat       | Kenya       | 2 h 21 min 13 s |
|      | Sharon Cherop           | Kenya       | 2 h 22 min 28 s |
|      | Irina Mikitenko         | Allemagne   | 2 h 24 min 54 s |
| 4    | Helah Kiprop            | Kenya       | 2 h 28 min 02 s |
| 5    | Desiree Davila          | États-Unis  | 2 h 29 min 15 s |
| 6    | Vianey de la Rosa       | Mexique     | 2 h 32 min 35 s |
| 7    | Eri Hayakawa            | Japon       | 2 h 37 min 45 s |
| 8    | Nina Stöcker            | Allemagne   | 2 h 37 min 46 s |
| 9    | Lizzi Lee               | Irlande     | 2 h 38 min 09 s |
| 10   | Maria Yolanda Gutierrez | Espagne     | 2 h 38 min 18 s |

### Fauteuils roulants (hommes)
| Rang | Athlète | Nationalité | Temps |
| ---- | ------- | ----------- | ----- |
|      |         |             |       |
|      |         |             |       |
|      |         |             |       |

### Fauteuils roulants (femmes)
| Rang | Athlète | Nationalité | Temps |
| ---- | ------- | ----------- | ----- |
|      |         |             |       |
|      |         |             |       |
|      |         |             |       |